# Crossandra longehirsuta
Crossandra longehirsuta är en akantusväxtart som beskrevs av K. Vollesen. Crossandra longehirsuta ingår i släktet Crossandra och familjen akantusväxter. Inga underarter finns listade i Catalogue of Life.